# Регуляторные технологии
Регуляторные технологии или регтех (англ. Regulatory Technology, RegTech) — подмножество финансовых технологий, которое описывает информационные технологии, обеспечивающие более легкое, быстрое или эффективное выполнение регуляторных требований участниками финансовых рынков.
Субъектами регтех являются как участники финансового рынка, так и государственные органы, которые могут применять регтех для контроля за выполнением регуляторных требований.

## Регуляторные технологии (RegTech)
Считается, что развитие регтех является ответом на рост издержек, связанных с финансовым регулированием, а также низкой доходностью в условиях околонулевых процентных ставок в развитых экономиках. Таким образом, регтех  представляет собой средство снижения себестоимости финансовых услуг для участников финансового рынка и расходов государственных органов регулирования. Соответственно, разработчики (вендоры) регтех размещаются в странах с наиболее сложными регуляторыми режимами и высокой конкурентной средой — в США и Великобритании.
Регтех задействован в сферах с наибольшей нагрузкой, а именно, подготовке отчетности и процедурах идентификации клиентов, а также риск-менеджменте. На них приходится около половины предложения продуктов группы регтех. В меньшей степени регтех применяется в автоматизации контроля, проверки соответствия финансового продукта регуляторным требованиям, стресс-тестировании, планировании собственного капитала и пр.
Во второй половине 2010-х годов основные тенденции в развитии регтех связаны с уменьшением ручной обработки исходных данных, прежде всего, подготовки посделочной (транзакционной) отчетности и идентификации клиентов (KYC). Идентификация клиентов предлагается различными компаниями с использованием официальных и частных баз данных. Одним из лидеров на рынке считается Trulioo (Канада), предлагающая продукт GlobalGateway, для дистанционного оказания услуг (eCommerce, платежи, переводы, страхование и пр.). Продукт позволяет провести идентификацию 4 миллиардов клиентов в более 40 странах. Решение включает дистанционную идентификацию, подтверждение, сбор, хранение и обработку персональных данных. В другой области примером вступает Abide Financial (Великобритания) которая предлагает обработку массивов данных посредством облачных технологий для банков, брокеров, хедж-фондов и управляющих активами. Решение NEX Regulatory Reporting позволяет готовить отчеты в соответствии с требованиями Европы (EMIR, MiFID/II, SFTR, REMIT), США, Австралии и Сингапура. Аналогичным образом разработчики предлагают решения для подготовки отчетности в торговые репозитарии (REGIS-TR), органы страхового надзора (Vizor) и т.д.

## Надзорные технологии (SupTech)
Регтех не ограничивается участниками финансовых рынков. В области регулирования и надзора его применение называют «SupTech» (англ. supervision technology). Решения SupTech предназначены для автоматизации и оптимизации административных и операционных процедур, оцифровывания данных и рабочих инструментов, а также улучшения анализа слабо структурированных данных. В качестве технологий используются Big Data, машинное обучение, искусственный интеллект, облачные технологии. Например, технологии Big Data и машинного обучения позволяют проводить анализ взаимосвязей, обрабатывать неструктурированные данные, в том числе из внешних источников (СМИ, Интернет), и использовать его результаты для обнаружения противоправных действий на финансовом рынке и прогнозирования потенциальных рисков. Дальнейшему повышению транспарентности финансового сектора и созданию эффективной надзорной среды будет способствовать дата-центричный подход взаимодействия регулятора с поднадзорными организациями.
Некоторые пруденциальные агентства также рассматривают возможность автоматизации самого процесса надзора.
Согласно «Основным направлениям развития финансовых технологий на период 2018–2020 гг.» Банка России к сферам применения решений SupTech в отечественном центральном банке могут относиться:
- анализ аффилированности заемщиков;
- прогнозирование спроса на наличные деньги;
- предиктивный анализ стабильности кредитных и иных организаций на основе платежных данных;
- потранзакционный онлайн-анализ данных кредитных организаций в части операций участников финансового рынка с целью выявления случаев мошенничества.

### Опыт Австрии в области SupTech
В качестве примера применения SupTech часто упоминается Австрия, где в 2014 году Национальный банк Австрии запустил проект по централизованному сбору данных на платформе ABACUS, разработанной компанией BearingPoint. Управление платформой осуществляет компания Austrian Reporting Services (AuRep), которая является совместным предприятием восьми крупнейших австрийских банковских групп (на чью долю приходится 87% рынка). Банки направляют в ABACUS микро-данные (информацию об отдельных финансовых договорах, депозитах, кредитах) в режиме реального времени (на следующий после заключения договора) в стандартизованной форме. Эти сведения являются так называемыми «базовыми кубами» данных. При поступлении запроса информации от регулятора платформа формирует так называемые «умные кубы» данных. Они представляют собой сведения, агрегированные в виде, соответствующем целям анализа регулятора. Главным достоинством такого подхода является отсутствие необходимости для банков предоставлять регулятору одни и те же сведения несколько раз для разных целей, а также снятие с банков значительной части издержек по агрегированию данных и расчёту аналитических показателей для отчётности. Национальный банк Австрии отмечает, что система позволяет отойти от сбора данных по определенному шаблону, который имеет ряд критических недостатков: возможность ошибок, дублирование работы, недостаточная детализация. По данным BearingPoint, с внедрением системы ABACUS издержки банков на предоставление отчетности регулятору снизились более чем на 30%. BearingPoint прорабатывает возможность внедрить платформу, основанную на схожей технологии, в Великобритании.